# 黑爾巴赫河 (埃姆舍爾河支流)
51°33′35.8″N 7°12′17.4″E / 51.559944°N 7.204833°E

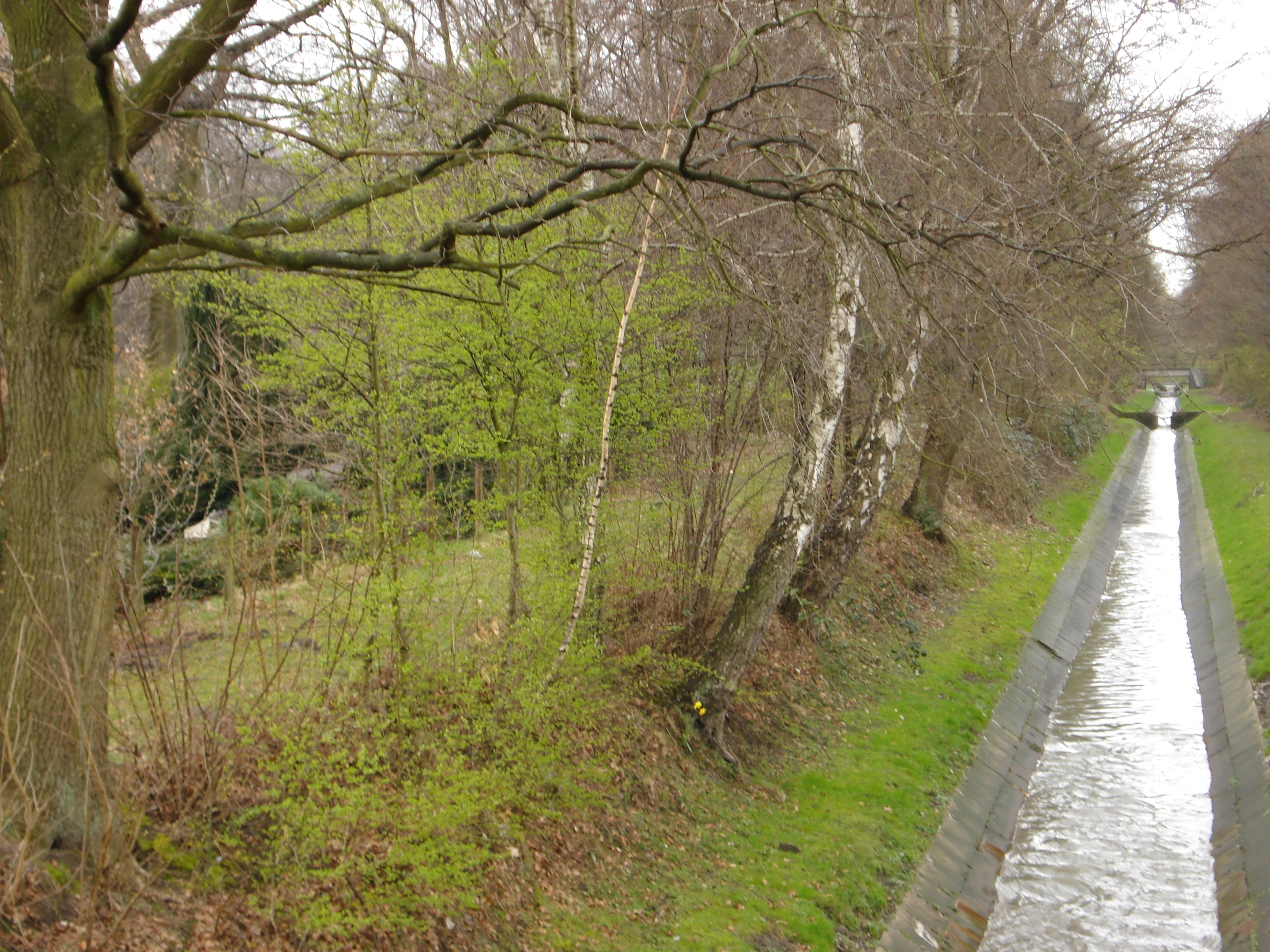

黑爾巴赫河（德語：Hellbach），是德國的河流，位於該國西部，流經北萊茵-威斯特法倫州，屬於埃姆舍爾河的右支流，河道全長6.7公里，流域面積20.4平方公里。